# 275
275 (CCLXXV na numeração romana) foi um ano comum do século III do Calendário Juliano, da Era de Cristo, a sua letra dominical foi C (52 semanas), teve início a uma sexta-feira e terminou também a uma sexta-feira.
| Ano completo                       |
| ---------------------------------- |
| Ano comum com início à sexta-feira |

## Acontecimentos
- Eutiquiano é eleito papa (data provável)
- 25 de setembro - Marco Cláudio Tácito é nomeado imperador pelo senado.

## Nascimentos
- Eusébio de Cesareia (data aproximada)
- São Jorge, soldado do Império Romano e, mais tarde, mártir cristão (ou em 280, data aproximada).

## Mortes
- Aureliano, Imperador romano